# فولتا مايوركا 2018
فولتا مايوركا 2018 (بالفرنسية: Challenge de Majorque 2018)‏ هو سباق دراجات هوائية، وهو الموسم رقم 27 من السباق، وأقيم خلال الفترة 25 يناير 2018، وحتى 28 يناير 2018، وهو أحد سباقات طواف أوروبا للدراجات 2018.
.

## الفرق
| فرق عالمية (5)- Movistar Team - Sky - Bora-Hansgrohe - Lotto Soudal - Trek-Segafredo فرق قارية محترفة (8)- كاجا رورال-سيغوروس 2018 ‏ - برجس بي إتش 2018 ‏ - Fortuneo-Samsic - سبورت فلاندرين بالويس 2018 ‏ - يوسكادي مورياس 2018 ‏ - Israel Cycling Academy - رومبوت تشارلز ‏ - بنجوال باوليز ساوكس دبليو بي ‏ فرق قارية (4)- Biesse–Carrera ‏ - أوسكالتيل أوسكادي ‏ - Pannon Cycling Team ‏ - Sauerland NRW-SKS Germany ‏ فريق وطني- 2018 فريق إسبانيا لركوب الدراجات للرجال ‏ |  |
| |  |

## المراحل
| قائمة المراحل                  | قائمة المراحل | قائمة المراحل    | قائمة المراحل | قائمة المراحل | قائمة المراحل   | قائمة المراحل |
| المرحلة                        | التاريخ       | الدورة           |               | المسافة (كم)  | الفائز بالمرحلة | القائد العام  |
| ------------------------------ | ------------- | ---------------- | ------------- | ------------- | --------------- | ------------- |
| تروفيو سيس سالينس 2018         | 25 يناير      | بوريراس – كامبوس |               | 177٫7         |                 | جون ديجينكولب |
| تروفيو بولينسا-أندراتكس 2018   | 27 يناير      | يوسيتا – أندراتش |               | 165٫8         |                 | توم سكوجين    |
| تروفيو سيرا دي ترامونتانا 2018 | 26 يناير      | سويير – ديا      |               | 140٫1         |                 | تيم فيلانز    |
| تروفيو بالما 2018              | 28 يناير      | ميورقة – ميورقة  |               | 159٫6         |                 | جون ديجينكولب |

## النتيجة

### تروفيو سيس سالينس
أجري في 25 يناير 2018، وامتدّت لمسافة 177.7 كيلومتر الفائز حسب التصنيف العام جون ديجينكولب، وفاز بالمركز الثاني سوندر هولست إنجر، وفاز بالمركز الثالث جاسبر دي بويست.
| التصنيف العام | التصنيف العام    | التصنيف العام | التصنيف العام                | التصنيف العام     |        |
| الدراج        | الدراج           | البلد         | الفريق                       | الوقت             | السرعة |
| ------------- | ---------------- | ------------- | ---------------------------- | ----------------- | ------ |
| 1.            | جون ديجينكولب    | ألمانيا       | تريك سيغافريدو               | 4 س 02 دقيقة 18 ث |        |
| 2.            | سوندر هولست إنجر | النرويج       | Israel Cycling Academy       | + 0 ث             |        |
| 3.            | جاسبر دي بويست   | بلجيكا        | لوتو سودال                   | + 0 ث             |        |
| 4.            | كيني ديهاس       | بلجيكا        | WB-Aqua Protect-Veranclassic | + 0 ث             |        |
| 5.            | ألبرت توريس      | إسبانيا       | إسبانيا                      | + 0 ث             |        |
| 6.            | Xavier Cañellas ‏ | إسبانيا       | إسبانيا                      | + 0 ث             |        |
| 7.            | دانيلي بيناتي    | إيطاليا       | موفيستار                     | + 0 ث             |        |
| 8.            | Erik Baška ‏      | سلوفاكيا      | بورا هانسغروه                | + 0 ث             |        |
| 9.            | ليوناردو باسو    | إيطاليا       | سكاي                         | + 0 ث             |        |
| 10.           | Aaron Grosser ‏   | ألمانيا       | Sauerland NRW-SKS Germany    | + 0 ث             |        |

### تروفيو سيرا دي ترامونتانا
أجري في 26 يناير 2018، وامتدّت لمسافة 140.1 كيلومتر الفائز حسب التصنيف العام تيم فيلانز، وفاز بالمركز الثاني جياني موسكون، وفاز بالمركز الثالث أليخاندرو بالبيردي.
| التصنيف العام | التصنيف العام      | التصنيف العام | التصنيف العام               | التصنيف العام     |        |
| الدراج        | الدراج             | البلد         | الفريق                      | الوقت             | السرعة |
| ------------- | ------------------ | ------------- | --------------------------- | ----------------- | ------ |
| 1.            | تيم فيلانز         | بلجيكا        | لوتو سودال                  | 3 س 45 دقيقة 52 ث |        |
| 2.            | جياني موسكون       | إيطاليا       | سكاي                        | + 0 ث             |        |
| 3.            | أليخاندرو بالبيردي | إسبانيا       | موفيستار                    | + 24 ث            |        |
| 4.            | جيانلوكا برامبيلا  | إيطاليا       | تريك سيغافريدو              | + 27 ث            |        |
| 5.            | غريغور مولبرغر     | النمسا        | بورا هانسغروه               | + 37 ث            |        |
| 6.            | باتريك كونراد      | النمسا        | بورا هانسغروه               | + 5 دقيقة 06 ث    |        |
| 7.            | Michael Gogl ‏      | النمسا        | تريك سيغافريدو              | + 5 دقيقة 06 ث    |        |
| 8.            | باوك موليما        | هولندا        | تريك سيغافريدو              | + 5 دقيقة 06 ث    |        |
| 9.            | بيم يجثارت         | هولندا        | Roompot-Nederlandse Loterij | + 5 دقيقة 06 ث    |        |
| 10.           | فيليكس جروس شارتنر | النمسا        | بورا هانسغروه               | + 5 دقيقة 06 ث    |        |

### تروفيو بولينسا-أندراتكس
أجري في 27 يناير 2018، وامتدّت لمسافة 165.8 كيلومتر الفائز حسب التصنيف العام توم سكوجين، وفاز بالمركز الثاني غريغور مولبرغر، وفاز بالمركز الثالث Elmar Reinders ‏.
| التصنيف العام | التصنيف العام           | التصنيف العام | التصنيف العام                 | التصنيف العام     |        |
| الدراج        | الدراج                  | البلد         | الفريق                        | الوقت             | السرعة |
| ------------- | ----------------------- | ------------- | ----------------------------- | ----------------- | ------ |
| 1.            | توم سكوجين              | لاتفيا        | تريك سيغافريدو                | 4 س 19 دقيقة 14 ث |        |
| 2.            | غريغور مولبرغر          | النمسا        | بورا هانسغروه                 | + 25 ث            |        |
| 3.            | Elmar Reinders ‏         | هولندا        | Roompot-Nederlandse Loterij   | + 31 ث            |        |
| 4.            | أليخاندرو بالبيردي      | إسبانيا       | موفيستار                      | + 42 ث            |        |
| 5.            | بيم يجثارت              | هولندا        | Roompot-Nederlandse Loterij   | + 42 ث            |        |
| 6.            | إدوارد براديس           | إسبانيا       | Euskadi Basque Country-Murias | + 42 ث            |        |
| 7.            | تيم فيلانز              | بلجيكا        | لوتو سودال                    | + 42 ث            |        |
| 8.            | جياني موسكون            | إيطاليا       | سكاي                          | + 42 ث            |        |
| 9.            | فيسينت غارسيا دي ماتيوس | إسبانيا       | إسبانيا                       | + 42 ث            |        |
| 10.           | باوك موليما             | هولندا        | تريك سيغافريدو                | + 42 ث            |        |

### تروفيو بالما
أجري في 28 يناير 2018، وامتدّت لمسافة 159.6 كيلومتر الفائز حسب التصنيف العام جون ديجينكولب، وفاز بالمركز الثاني Erik Baška ‏، وفاز بالمركز الثالث Coen Vermeltfoort ‏.
| التصنيف العام | التصنيف العام      | التصنيف العام | التصنيف العام                 | التصنيف العام     |        |
| الدراج        | الدراج             | البلد         | الفريق                        | الوقت             | السرعة |
| ------------- | ------------------ | ------------- | ----------------------------- | ----------------- | ------ |
| 1.            | جون ديجينكولب      | ألمانيا       | تريك سيغافريدو                | 3 س 47 دقيقة 29 ث |        |
| 2.            | Erik Baška ‏        | سلوفاكيا      | بورا هانسغروه                 | + 0 ث             |        |
| 3.            | Coen Vermeltfoort ‏ | هولندا        | Roompot-Nederlandse Loterij   | + 0 ث             |        |
| 4.            | إنريكي سانز        | إسبانيا       | Euskadi Basque Country-Murias | + 0 ث             |        |
| 5.            | كارلوس باربيرو     | إسبانيا       | موفيستار                      | + 0 ث             |        |
| 6.            | ألبرت توريس        | إسبانيا       | إسبانيا                       | + 0 ث             |        |
| 7.            | Jordi Warlop ‏      | بلجيكا        | Sport Vlaanderen-Baloise      | + 0 ث             |        |
| 8.            | خوسيه خواكين روخاس | إسبانيا       | موفيستار                      | + 0 ث             |        |
| 9.            | ليوناردو باسو      | إيطاليا       | سكاي                          | + 0 ث             |        |
| 10.           | Xavier Cañellas ‏   | إسبانيا       | إسبانيا                       | + 0 ث             |        |

## وصلات خارجية
- الموقع الرسمي
- فولتا مايوركا 2018 على موقع إحصائيات الدراجات الإحترافية (الإنجليزية)